# Diana Damrau
Diana Damrau (født 31. maj 1971 i Günzburg) er en tysk operasangerinde, der synger som sopran. Hun er tilknyttet Bayerische Staatsoper som kammersangerinde.
Damrau er især kendt og rost for sin fortolkning af Mozart og Strauss, og særligt for 'Nattens Dronnings Arie' fra Mozarts Tryllefløjten.
I 1995 have Diana Damraus scenedebut, da hun spillede rollen som blomsterpigen Eliza i My Fair Lady. Efterfølgende har hun stået på de største scener i hele verden - hendes amerikanske debut var i 2002 i John F. Kennedy Center for the Performing Arts i Washington D.C..

## Privat
Diana Damrau blev i 2010 gift med den franske bas- og baryton-sanger Nicolas Testé, og sammen har de to sønner (født 2010 og 2012).